# Hiên Viên kiếm - Thiên chi ngân
Hiên Viên kiếm - Thiên chi ngân (tiếng Trung: 軒轅劍之天之痕; bính âm: Xuan Yuan Jian Zhi Tian Zhi Hen) là một bộ phim truyền hình tiên hiệp của Trung Quốc được hãng phim Thượng Hải Đường Nhân sản xuất năm 2011 và công chiếu vào ngày 6 tháng 7 năm 2012. Phim được chuyển thể từ trò chơi nhập vai cùng tên được sản xuất năm 2000.

## Nội dung
Truyền thuyết từ ngàn xưa để lại. Khi chòm sao yêu tinh Xích Quán đi đến nhân gian, hồng trần tất xảy ra tai họa long trời lở đất. Khi chòm sao yêu Xích Quán lại đến lần nữa. Ngũ đại thần khí thời thượng cổ cũng sẽ xuất hiện theo nó: Kính Côn Luân, Đỉnh Thần Nông, Đàn Phục Hy, Ấn Không Đồng và Đá Nữ Oa. Tương truyền ai có thể đoạt được ngũ đại thần khí sẽ là chủ nhân của năm ngọn núi lớn, trở thành Đại địa hoàng giả, thống lĩnh thiên hạ.

## Các diễn viên chính
- Hồ Ca vai Vũ Văn Thác (Kiếm Si)
- Tưởng Kính Phu vai Trần Tĩnh Cừu (lồng tiếng: Tôn Diệp)
- Lưu Thi Thi vai Thát Bạc Ngọc Nhi (lồng tiếng: Dương Mộng Lộ)
- Đường Yên vai Độc Cô Ninh Kha / Kiếm Sương (lồng tiếng: Cung Hiểu)
- Cổ Lực Na Trát vai Du Tiểu Tuyết (lồng tiếng: Trần Dịch Văn)
- Lâm Canh Tân vai Trương Liệt (lồng tiếng: Tô Tuấn Kiệt)
- Mã Thiên Vũ vai Lữ Thừa Chí
- Ngô Khải Hoa vai Cổ Nguyệt Tiên Nhân (lồng tiếng: Thẫm Lỗi)
- Cao Hùng vai Trần Phụ (lồng tiếng: Hạ Lỗi)
- Lữ Nhất vai Nữ hoàng Đê Nhân Tộc (lồng tiếng: Phạm Sở Nhung)
- Lý Trình Viện vai Thát Bạc Nguyệt Nhi (lồng tiếng: Tạ Thừa Dĩnh)
- Diệp Thanh vai Như Yên (lồng tiếng: Trương An Kỳ)
- Diệp Đồng vai Thiện Vũ Vũ (lồng tiếng: Phạm Sở Nhung)
- Hoàng Doanh Tuyền vai Bộ Lục Cô Hồng (lồng tiếng: Lý Mẫn Diễm)
- Trịnh Phối Phối vai Mã bà bà (lồng tiếng: Trương Huệ)
- Ba Âm vai Dương Tố
- Triệu Nghị vai Tùy Dạng Đế
- Vương Xuân Nguyên vai Nhiên Ông Tiên Nhân
- Mễ Tuyết vai Nữ Oa (lồng tiếng: Phạm Sở Nhung)
- Lục Khải vai Triệu Phi Hổ
- Tiếu Vinh Sinh vai Trần Hậu Chủ
- Đặng Lập Dân vai Hoàng lão đầu
- Điền Điêu Hiệp vai Thư Hương
- Trương Tường vai Thần Phong
- Lý Vĩ Tinh vai Thân Vũ
- Diêu Nhất Kì vai Thú Điện
- La Mễ vai Mão Hỏa
- Vương Hiểu Đông vai Chu Kim Long
- Trương Văn Tuấn vai Dương Thạc
- Lý Dục Phu vai Hàn Đằng
- Tô Mậu vai Lữ Khai
- Hàn Chấn Hoa vai Hàn Công Công
- Quách Hoành Khánh vai Ma Hoàng
- Chu Thiệu Đống vai Thát Bạc Bách Hùng
- Vu Khánh Học vai Sơn Mị Vương
- Vương Đại Trị vai Giả Tự Nhân / Giả Hổ Thị / Giả Đại Không
- Vương Vi vai Thỏ Ma
- Ngô Hạo Vũ vai Tiểu Trư Đầu
- Trương Dật Kiệt vai Vũ Văn Thác lúc nhỏ (lồng tiếng: Trần Dịch Văn)
- Thôi Bác vai Trần Tĩnh Cừu lúc nhỏ
- Viên Tuyết Nhi vai Thát Bạc Ngọc Nhi lúc nhỏ (lồng tiếng: Dương Mộng Lộ)
- Sài Úy vai Độc Cô Ninh Kha lúc nhỏ (lồng tiếng: Cung Hiểu)
- Giang Hà vai Trương Liệt lúc nhỏ
- Trương Lộ Dao vai Thát Bạc Nguyệt Nhi lúc nhỏ (lồng tiếng: Tạ Thừa Dĩnh)
- Vũ Trạch Cẩm Hi vai Ninh Nhi (lồng tiếng: Trần Dịch Văn)

## Các ca khúc trong phim
- Nhất vẫn thiên hoang (一吻天荒; One kiss, barren sky) trình bày bởi Hồ Ca
- Đã yêu như vậy (這樣愛了; Loving like this) trình bày bởi Trương Tịnh
- Chỉ văn (指纹; Fingerprint) trình bày bởi Hồ Ca
- Nếu như em yêu anh (如果你爱我, If you love me) trình bày bởi Tào Hiên Tân